# Kamienica przy alei płk. Władysława Beliny-Prażmowskiego 55 w Krakowie
Kamienica przy alei płk. Władysława Beliny-Prażmowskiego 55 – kamienica znajdująca się w Krakowie, w dzielnicy II, na Grzegórzkach.
Kamienica została wzniesiona w 1936 roku według projektu architekta Edwarda Skawińskiego.
Kamienica została ujęta w gminnej ewidencji zabytków.